# Стояново (Кырджалийская область)
Стояново (болг. Стояново) — село в Болгарии. Находится в Кырджалийской области, входит в общину Ардино. Население составляет 24 человека.

## Политическая ситуация
Кмет (мэр) общины Ардино — Ресми Мехмед Мурад (Движение за права и свободы (ДПС)) по результатам выборов в правление общины.